# Baylor Bears
Baylor Bears (mężczyźni), Baylor Lady Bears (kobiety) – nazwa drużyn sportowych Uniwersytetu Baylora w Waco, biorących udział w akademickich rozgrywkach w Big 12 Conference, organizowanych przez National Collegiate Athletic Association. 

## Sekcje sportowe uczelni
| Mężczyźni - baseball - bieg przełajowy - futbol amerykański - golf - koszykówka (1): 2021 - lekkoatletyka - tenis (1): 2004 | Kobiety - gimnastyka akrobatyczna - bieg przełajowy - golf - koszykówka (3): 2005, 2012, 2019 - jeździectwo - lekkoatletyka - piłka nożna - siatkówka - softball - tenis |

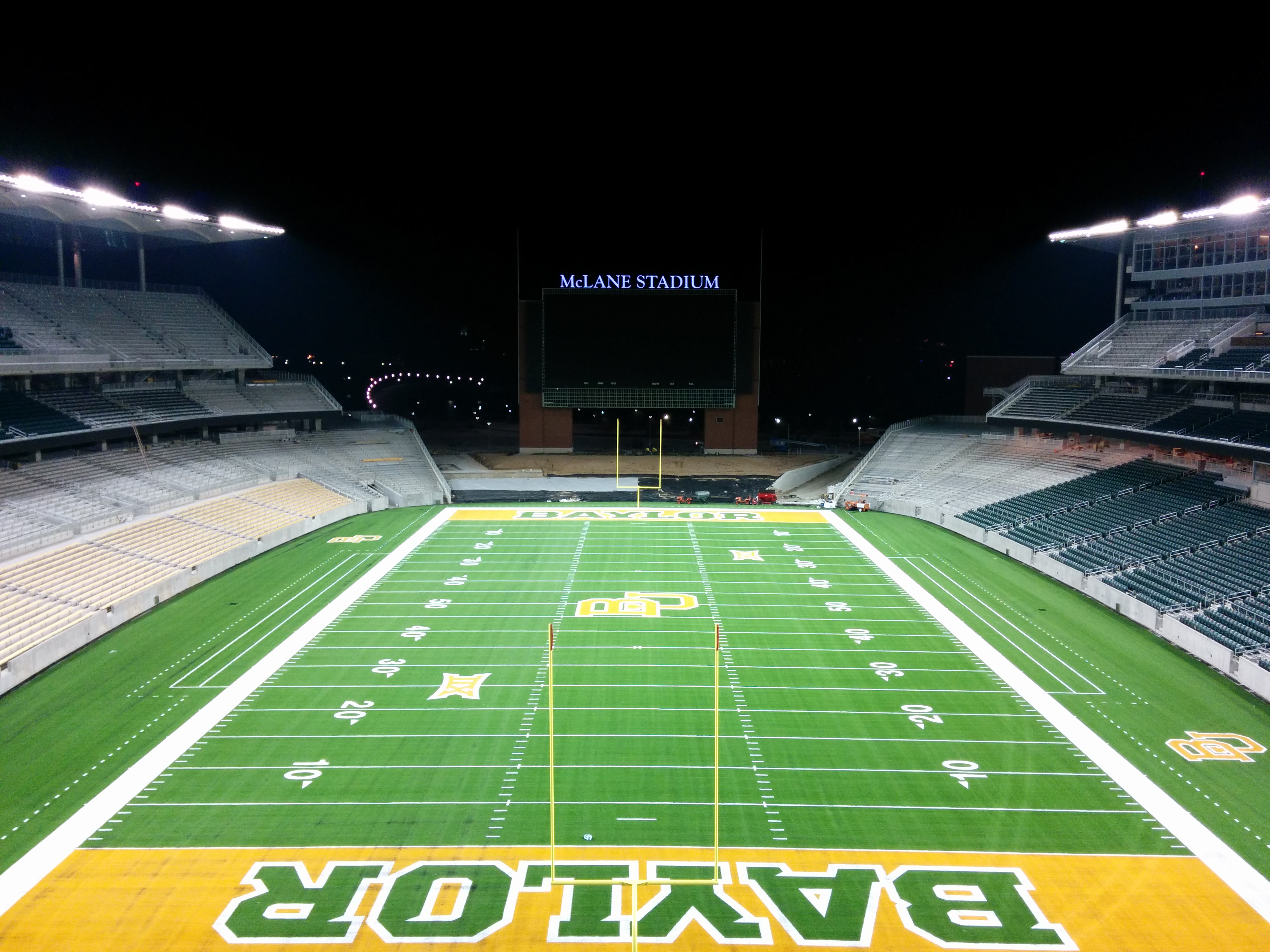
McLane Stadium

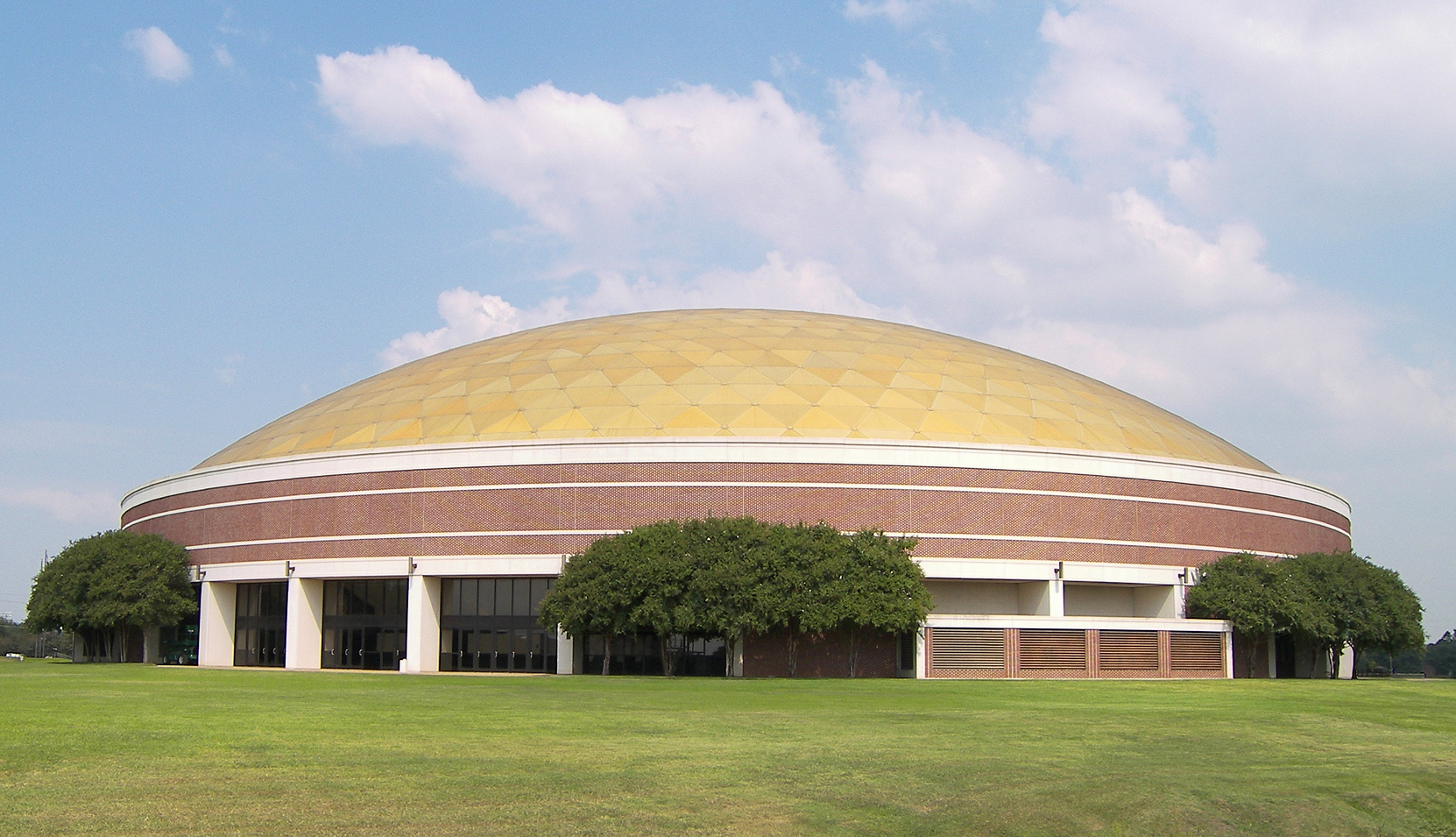
Ferrell Center

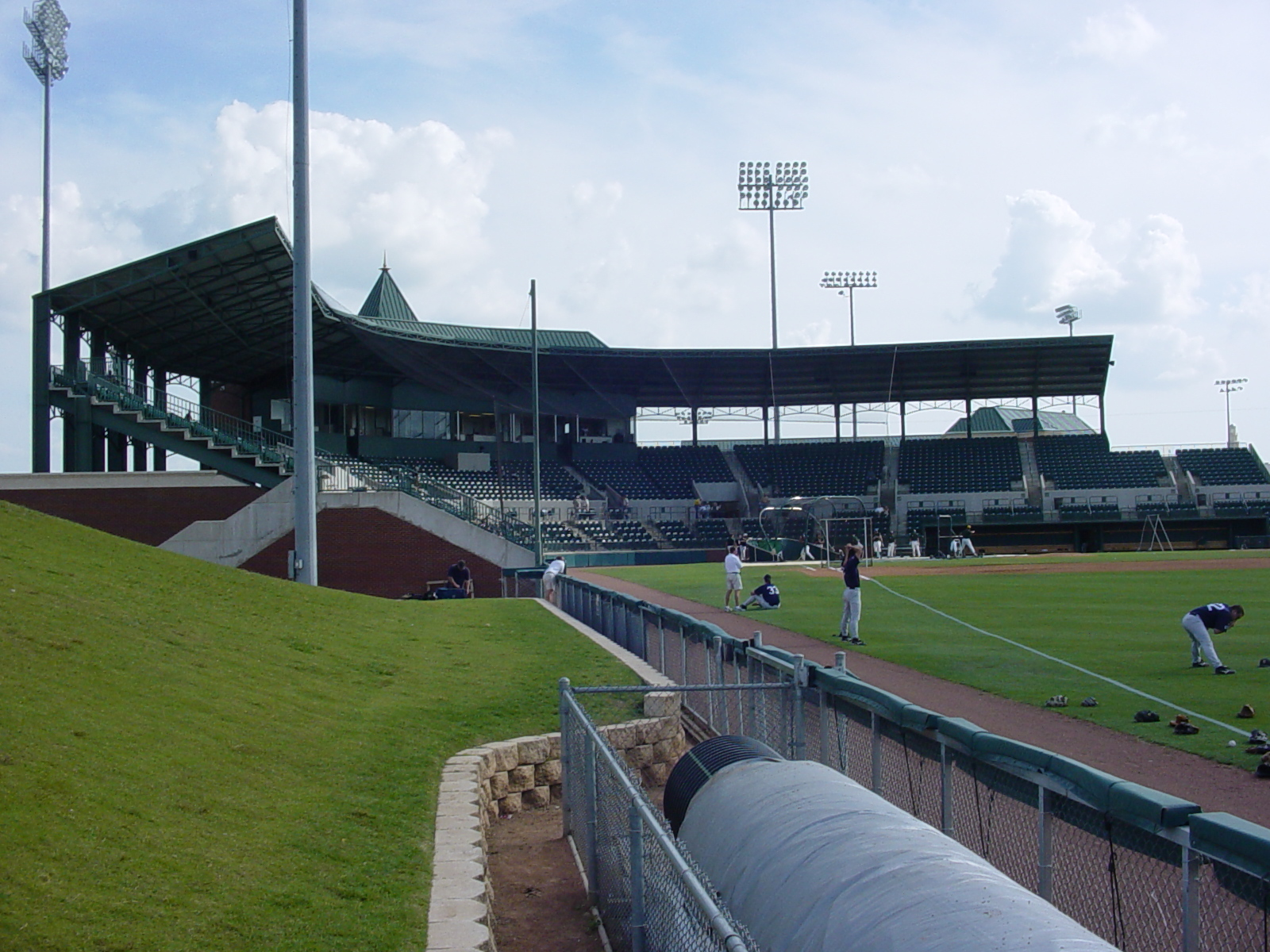
Baylor Ballpark

W nawiasie podano liczbę tytułów mistrzowskich NCAA (stan na 1 lipca 2015)

## Obiekty sportowe
- McLane Stadium – stadion futbolowy o pojemności 45 140 miejsc[3]
- Ferrell Center – hala sportowa o pojemności 10 284 miejsc, w której odbywają się mecze koszykówki i siatkówki (max. 6000 miejsc)[3]
- Clyde Hart Track and Field Stadium – stadion lekkoatletyczny o pojemności 5000 miejsc[3]
- Baylor Ballpark – stadion baseballowy o pojemności 5000 miejsc[3]
- Getterman Stadium – stadion softballowy o pojemności 1230 miejsc[3]
- Hurd Tennis Center – korty tenisowe z trybunami o pojemności 1200 miejsc[3]
- Hawkins Indoor Tennis Center – kryte korty tenisowe[3]